# Jim Gianopulos
Jim Gianopulos (grec moderne : Τζέιμς Γιαννόπουλος) né en 1952 à Brooklyn, New York est un homme d'affaires gréco-américaine. Il est l'actuel PDG de Paramount Pictures.

## Biographie

### Jeunesse
James N. Gianopulos est né en 1952 à Brooklyn, New York. C'est un Grec-Américain de deuxième génération. Il est diplômé de l'Université de Boston avec un baccalauréat ès arts en 1973, a reçu un Juris Doctor de la Fordham University School of Law en 1976 et un programme de maîtrise en droit de la New York University School of Law.

### Vie privée
Il est marié à Ann Gianopulos. Ils ont trois filles nommées Alexa, Niki et Mimi.

## Carrière
Il a commencé sa carrière en travaillant chez Paramount et Lorimar. Il a ensuite travaillé dans le département de distribution internationale de Fox Filmed Entertainment,,.
Il a été coprésident de Fox Filmed Entertainment avec Tom Rothman de 2000 à 2012,,. En 2006, l'équipe de Gianopulos et Rothman a mis en lumière vingt films qui ont produit plus de 100 millions de dollars au pays (127 millions de dollars en dollars courants) et 26 films qui ont rapporté 100 millions de dollars à l'international. (127 millions de dollars en dollars courants).
Il est devenu l'unique président de Fox à partir de 2012. À ce poste, il a été à la tête de 20th Century Fox, Fox Searchlight, Fox 2000, Fox Animation / Blue Sky Studios, Fox International Productions et Fox Home Entertainment. Il a plaidé pour une relation plus étroite entre Hollywood et la Silicon Valley, en particulier en ce qui concerne les efforts anti-piratage.
Il siège au conseil d'administration du Motion Picture & Television Fund,. Il est également membre du conseil d'administration de la X Prize Foundation ainsi que du conseil du comité des technologies de divertissement de l'Université de Californie du Sud. Gianopulos est également membre du conseil d'administration de l'Academy Museum of Motion Pictures,.
En 2013, il a rejoint le conseil des conseillers de la School of Cinematic Arts de l'USC.
En mars 2017, il a été nommé président-directeur général de Paramount Pictures, après le limogeage de feu Brad Gray. Gianopulos a pris ses fonctions le 3 avril 2017.
Il a été annoncé que CBS et Viacom (société mère de Paramount Pictures) se recombineraient sous le nom de ViacomCBS en décembre 2019. Jim Gianopulos a été confirmé pour continuer en tant que président et PDG de Paramount Pictures dans le cadre de la fusion ViacomCBS.